# Фала (Селница об Драви)
Фала (словен. Fala) је насељено место у општини Селница об Драви, Подравска регија, Словенија.

## Историја
До територијалне реорганизације у Словенији била је у саставу старе општине Руше.

## Становништво
У попису становништва из 2011. године, Фала је имала 329 становника.
| Број становника према пописима | Број становника према пописима | Број становника према пописима |
| ------------------------------ | ------------------------------ | ------------------------------ |
| 1991                           | 2002                           | 2011                           |
| 465                            | 349                            | 329                            |

Напомена: Године 1994. умањено за део насеља који је проглашен за ново самостално насеље Фала (Руше).